# Stadtverkehr Riesa
Der Stadtverkehr in Riesa wird heute von der Verkehrsgesellschaft Meißen (VGM) durchgeführt, die gegenwärtig sechs Stadtbuslinien betreibt. Die zentralen Haltestellen befinden sich an der Goethestraße sowie am Bahnhof, wo Anschluss an die Nahverkehrszüge der Deutschen Bahn besteht.
Von 1899 bis 1924 existierte zudem eine Pferdebahn, die den Bahnhof mit dem Stadtzentrum verband. Betreiber war die Riesaer Straßenbahn-Gesellschaft.

## Geschichte
Da sich der Bahnhof Riesa zum Ende des 19. Jahrhunderts etwa zwei Kilometer vom Stadtzentrum entfernt befand, wurden Pläne für eine Pferdebahn erstellt, um eine Verbindung zum Bahnhof zu gewährleisten. Die meterspurige Bahn wurde am 16. November 1889 in Betrieb genommen und führte vom Bahnhof zum Rathausplatz, entlang der heutigen Hauptstraße. Am 21. Oktober 1924 erfolgte die Einstellung der Bahn. Die Anlagen der Bahn wurden abgebaut und der Betrieb mit Omnibussen durchgeführt.

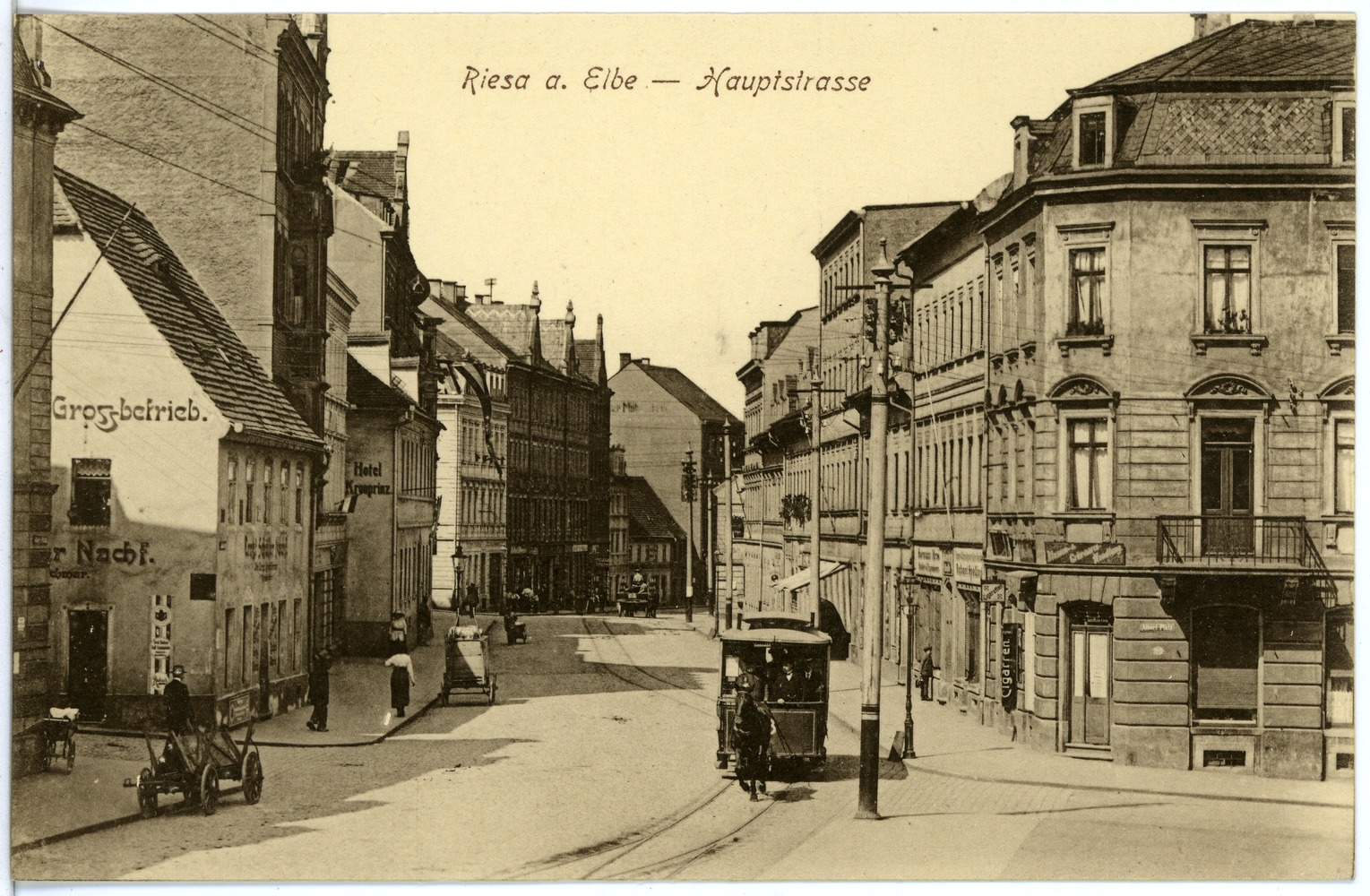
Hauptstraße (1914)
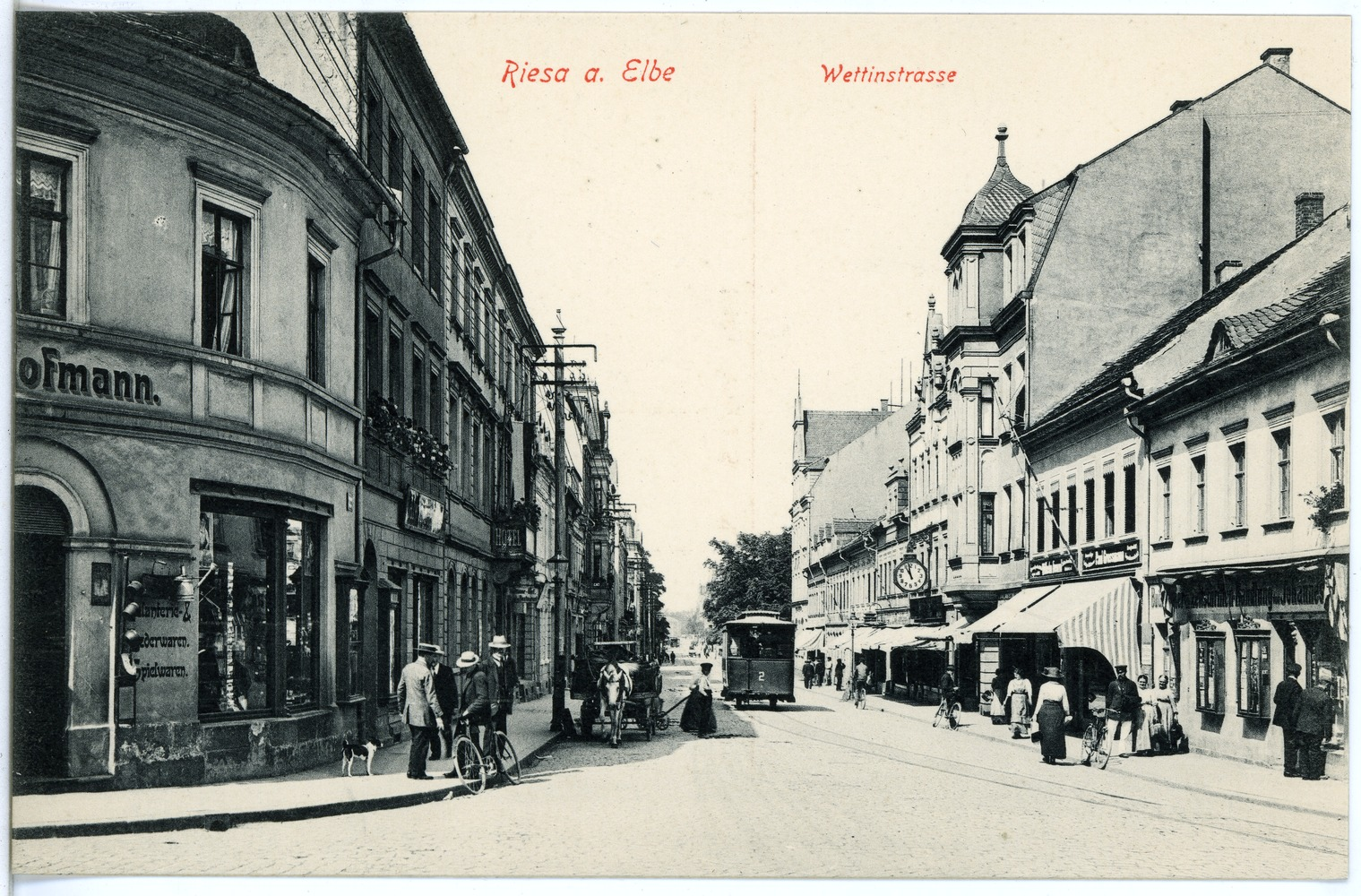
Wettinstraße (1914)
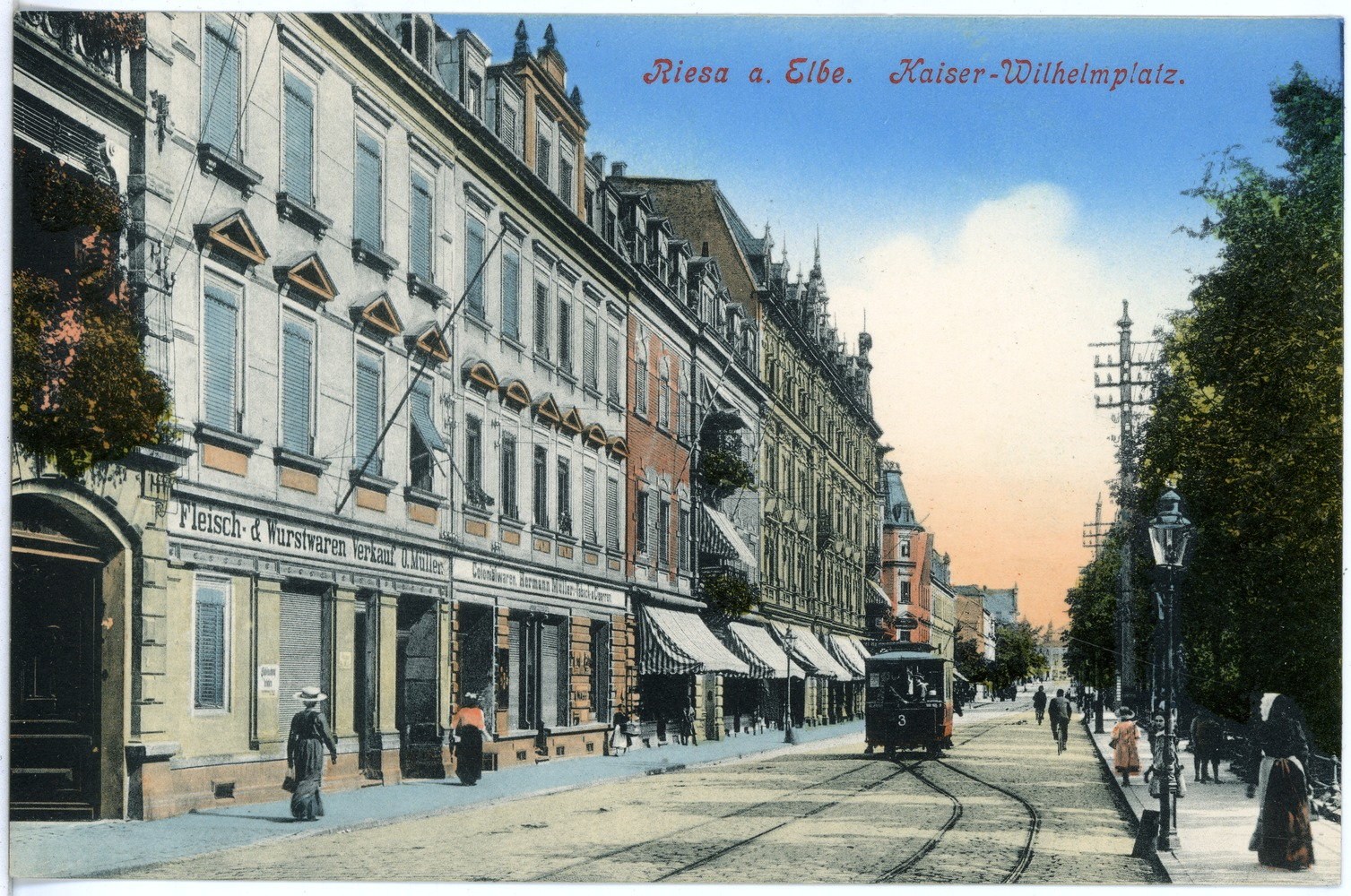
Kaiser-Wilhelm-Platz (1914)

Von 1997 bis 2009 wurde der Verkehr von der Kreisverkehrsgesellschaft Riesa-Großenhain (KVRG) durchgeführt. Seit 2010 ist die VGM für den Stadtverkehr Riesa zuständig.

## Stadtbusbetrieb
Die VGM betreibt 2008 sechs Stadtbuslinien, hinzu kommen zwölf Regionalbuslinien. Der Stadtbusverkehr erfolgt von 4 Uhr bis 21 Uhr; bis 24 Uhr verkehren Anruf-Sammel-Taxis im 30-Minuten-Takt. Eventbusse verkehren nur bei größeren Veranstaltungen in der ErdgasArena, Neujahrsverkehr gibt es nur auf den Linien A 1, A 2 und D. Die beiden zentralen Haltestellen befinden sich an der Goethestraße, wo die Stadtbuslinien A 1, A 2, B und D und der Großteil der Regionalbuslinien halten sowie am Bahnhof, wo sämtliche Stadtbuslinien, mehrere Regionalbuslinien als auch die Züge der Deutschen Bahn verkehren.
Am Bahnhof besteht Anschluss zu den Zügen der Strecken Leipzig–Riesa–Dresden, Chemnitz–Riesa und Riesa–Elsterwerda.
Das Liniennetz ist so ausgerichtet, dass auf der zentralen Strecke zwischen Bahnhof und Goethestraße tagsüber ein annähernder 10-Minuten-Takt erreicht wird.
| Nummer | Linienführung                                                            | Takt (Werktags/Wochenende) |
| ------ | ------------------------------------------------------------------------ | -------------------------- |
| A 1    | Mergendorf–Busbahnhof–Alleestraße–Weida–Pausitz–Goethestraße             | 40 min/60 min              |
| A 2    | Goethestraße–Pausitz–Weida–Alleestraße–Busbahnhof–Mergendorf             | 40 min/60 min              |
| B      | Humboldtring–Goethestraße–Busbahnhof–Weida (–Mautitz/Merzdorf)           | 20 min/30 min              |
| C      | Busbahnhof–Hamburger Straße–Merzdorf                                     | (ohne)                     |
| D      | Humboldtring–Goethestraße–Busbahnhof–Alleestrasse–Merzdorf/Procha–Canitz | 40 min/60 min              |
| E      | Busbahnhof–Lommatzscher Straße–Mergendorf/Pausitz Wpl.                   | (ohne)                     |